# Liste des compagnies aériennes du Bénin
 (novembre 2022).
Voici une liste de compagnies aériennes qui ont un certificat d'exploitant aérien délivré par le Bénin.
| Compagnie aérienne | IATA | OACI | Image | Indicatif d'appel | Aéroport (s) Hub      | Remarques |
| ------------------ | ---- | ---- | ----- | ----------------- | --------------------- | --------- |
| Benin Airlines     |      | ABT  |       |                   | Aéroport de Cadjehoun |           |
| Bénin Golf Air     | A8   | BGL  |       | Bénin golf        | Aéroport de Cadjehoun |           |

## Voir également
- Liste des compagnies aériennes
- Liste des transporteurs aériens interdits dans l'Union européenne